# Botswanas damlandslag i fotboll
Botswanas damlandslag i fotboll representerar Botswana i fotboll på damsidan. Dess förbund är Botswana Football Association.